# Élections sénatoriales de 1998 à Wallis-et-Futuna
 (avril 2021).
Si vous disposez d'ouvrages ou d'articles de référence ou si vous connaissez des sites web de qualité traitant du thème abordé ici, merci de compléter l'article en donnant les références utiles à sa vérifiabilité et en les liant à la section « Notes et références ».
L'élection sénatoriale de 1998 à Wallis-et-Futuna a lieu le 27 septembre 1998. Elle a pour but d'élire le sénateur représentant le territoire de Wallis-et-Futuna pour un mandat de neuf années. Robert Laufoaulu remporte l'élection.

## Contexte local
Lors de l’élection sénatoriale de 1989 à Wallis-et-Futuna, Soséfo Makapé Papilio (RPR) est élu sénateur. Celui-ci meurt accidentellement en avril 1998 : son suppléant, Basile Tui (UDF-AD), lui succède, à quelques mois seulement de l’élection sénatoriale.
Par rapport au scrutin de 1989, tous les effectifs du collège électoral des grands électeurs sont renouvelés, avec les élections législatives françaises de 1997 et les élections territoriales de 1997. 
| Sénateur | Sénateur   | Parti | Fonctions lors de l'élection en 1989  |
| -------- | ---------- | ----- | ------------------------------------- |
|          | Basile Tui | UDF   | Président de l'Assemblée territoriale |

## Rappel des résultats de 1989
|                | Soséfo Makapé Papilio | RPR            | 13 | 61,90  |  |  |
|                | Mikaele Hoatau        | MRG            | 8  | 38,10  |  |  |
|                |                       |                |    |        |  |  |
| Inscrits       | Inscrits              | Inscrits       | 21 | 100,00 |  |  |
| Abstentions    | Abstentions           | Abstentions    | 0  | 0,00   |  |  |
| Votants        | Votants               | Votants        | 21 | 100,00 |  |  |
| Blancs ou nuls | Blancs ou nuls        | Blancs ou nuls | 0  | 0,00   |  |  |
| Exprimés       | Exprimés              | Exprimés       | 21 | 100,00 |  |  |

## Mode de scrutin
L’unique sénateur de Wallis-et-Futuna est élu pour un mandat de neuf ans au scrutin majoritaire à deux tours par les 21 grands électeurs du territoire.

## Candidats
| Candidats | Candidats             | Parti | Principale fonction                |
| --------- | --------------------- | ----- | ---------------------------------- |
|           | Kamilo Gata           | PRG   | Ancien député                      |
|           | Gaston Lutui          | DVG   |                                    |
|           | Basile Tui            | UDF   | Sénateur sortant                   |
|           | Ermenegilde Simète    | DVD   |                                    |
|           | Robert Laufoaulu      | DVD   |                                    |
|           | Clovis Logologo-Folau | RPR   |                                    |
|           | Soane Uhila           | RPR   | Membre de l'Assemblée territoriale |

## Résultats
| Candidat et parti politique | Candidat et parti politique | Candidat et parti politique | Premier tour | Premier tour | Second tour | Second tour |
| Candidat et parti politique | Candidat et parti politique | Candidat et parti politique | Voix         | %            | Voix        | %           |
| --------------------------- | --------------------------- | --------------------------- | ------------ | ------------ | ----------- | ----------- |
|                             | Kamilo Gata                 | PRG                         | 6            | 30,00        | 7           | 33,33       |
|                             | Clovis Logologofolau        | RPR                         | 4            | 20,00        | Retrait     | Retrait     |
|                             | Soane Uhila                 | RPR                         | 4            | 20,00        | Retrait     | Retrait     |
|                             | Ermenegilde Simète          | DVD                         | 3            | 15,00        | Retrait     | Retrait     |
|                             | Basile Tui                  | UDF                         | 2            | 10,00        | Retrait     | Retrait     |
|                             | Gaston Lutui                | DVG                         | 1            | 5,00         | Retrait     | Retrait     |
|                             | Robert Laufoaulu            | DVD                         | 0            | 0,00         | 14          | 66,67       |
|                             |                             |                             |              |              |             |             |
| Inscrits                    | Inscrits                    | Inscrits                    | 21           | 100,00       | 21          | 100,00      |
| Abstentions                 | Abstentions                 | Abstentions                 | 0            | 0,00         | 0           | 0,00        |
| Votants                     | Votants                     | Votants                     | 21           | 100,00       | 21          | 100,00      |
| Blancs et nuls              | Blancs et nuls              | Blancs et nuls              | 1            | 4,76         | 0           | 0,00        |
| Exprimés                    | Exprimés                    | Exprimés                    | 20           | 95,24        | 21          | 100,00      |